# Jimmy Johnstone
James Connolly "Jimmy" Johnstone (30 septembrie 1944 – 13 martie 2006), a fost un jucător scoțian de fotbal. Johnstone, cunoscut ca „Jinky”, a fost cel mai cunoscut pentru timpul jucat la Celtic și a fost votat cel mai bun jucător din istoria clubului de fani în 2002.

## Palmares
- Cupa Campionilor Europeni (1)
- Scottish Premier League (9)
- Cupa Scoției (4)
- Cupa Ligii Scoției (5)